# Csaucsau
A csaucsau Észak-Kínából származó spitz típusú kutyafajta. Erős testfelépítésű kutya, négyzet alakú, széles koponyával és kicsi, háromszögletű, felálló fülekkel, lekerekített végekkel. A fajta nagyon sűrű dupla szőrzetéről ismert, amely vagy sima vagy érdes. A szőr különösen vastag a nyak területén, ami jellegzetes fodros vagy sörény megjelenést kölcsönöz neki. A szőrzet lehet árnyékolt/vörös, fekete, kék, fahéjas/sárgabarna vagy krémszínű.

## Leírása
Eredeti megjelenésű kutya. Koponyája lapos, arcorri része rövid, szögletes, stopja kifejezett. Szeme kicsi, sötétbarna, keleties metszésű. Füle hegyes, apró, felálló. Orrtükre fekete. Szájpadlása és ajkai ugyancsak feketék. Nyelve kékeslila. Nyaka izmos, rövid, gallérszerű szőrzet borítja. Háta erős, egyenes, ágyéka széles, masszív, mellkasa mély, hasa enyhén felhúzott. Végtagjai párhuzamosak, közepesen hosszúak, erőteljes csontozatúak. Farkát a hátára kunkorítja. Szőrzete rendkívül tömött, dús, hosszú, a koponyatetőn és az arcorri részen rövid. Színe vörös, fekete, krémszínű, kék, vagy fehér. Marmagassága 46–56 cm, testtömege 20–27 kg. A napi ajánlott ételadag 700-1100 g két étkezésre elosztva. Várható élettartama 11-12 év. Tenyésztői sajnos ma már plüssmackóhoz tették hasonlóvá. Kiváló társ. A városlakó embernek a kutyával szemben támasztott minden igényét kielégíti. Különlegessége lilás vagy lila nyelve.

## Eredete
Legalább 2000 éves kínai fajta; valószínűleg Tibetből származik. Kínába a hódító mongolok révén kerülhetett. Egyes szakmunkák szerint őse a tibeti masztiff és a szibériai szamojéd spicc. Annyi bizonyos, hogy a Nemzetközi Kennel-jegyzékbe 1877-ben jegyezték be.

## Tulajdonságai
Eredeti, semmilyen más fajtához nem hasonlítható egyéniség. Méltóságteljes, önálló, ellenálló, nyugodt, csendes kutya, nagyszerű fajta. Egyenes, hűséges, a túlzott gondoskodást nem igényli. Idegenekkel, más kutyákkal bizalmatlan. Igaz, a többi kutyafajta sem szereti a csaucsaut. Azért nem szeretik, mert állítólag nincs "kutyaszaga", így a többi állat bizalmatlan felé. Ő maga rendkívül makacs tud lenni, nem túl barátkozó, de hűséges.

## Alkalmazása
Őrző-védő fajta. Eredetileg harci kutya lehetett, de társasági ebként is nagy múltra tekinthet vissza. A kínai császárok, mandarinok elkényeztetett kedvence volt.
Állítólag arra is tenyésztették, hogy a húsát fogyasszák, mert - a kínaiak szerint - igen ízletes. Jó házőrző, de sokan díszkutyának tartják, ám a túlzott kényeztetést nem kifejezetten szereti.